# Missouri Pacific Railroad
Die Missouri Pacific Railroad (AAR Reporting mark: MP) war eine der ersten Eisenbahngesellschaften in den Vereinigten Staaten von Amerika westlich des Mississippi River.

## Geschichte
Am 4. Juli 1851 erfolgte in St. Louis, Missouri, der Spatenstich zum Bau der Pacific Railroad. Gleichzeitig war das auch der Beginn der Geschichte der Missouri Pacific Railroad. Der erste Streckenabschnitt wurde 1852 fertiggestellt, 1865 war die Pacific Railroad die erste Eisenbahngesellschaft, die Kansas City bediente, nachdem der Bau durch den Sezessionskrieg unterbrochen worden war. 1872 wurde die Pacific Railroad dann zur Missouri Pacific Railway umorganisiert.
Von 1879 bis 1915 leitete Jay Gould, ein New Yorker Financier, die Gesellschaft. Unter seiner Leitung wurde das Streckennetz bis nach Colorado, Nebraska, Arkansas, Texas, und Louisiana ausgebaut. 1917 fusionierte die Gesellschaft mit der St. Louis, Iron Mountain and Southern Railway und wurde in Missouri Pacific Railroad umbenannt.
Die Missouri Pacific war eine Class-1-Eisenbahngesellschaft, die aus etlichen Fusionen und Übernahmen gewachsen war. Einige der so integrierten Gesellschaften waren die St. Louis Iron Mountain and Southern Railway, Texas and Pacific Railway, Chicago and Eastern Illinois Railroad, St. Louis, Brownsville and Mexico Railway, Kansas, Oklahoma and Gulf Railway, Midland Valley Railroad, Gulf Coast Lines, International-Great Northern Railroad, New Orleans, Texas and Mexico Railway, Missouri-Illinois Railroad und die kleine Central Branch Railway sowie Joint Ventures wie die Alton and Southern Railroad.
1933 musste die Gesellschaft Konkurs anmelden und stand bis 1956 unter Konkursverwaltung. Ab 1959 begann das viel kleinere Pipeline-Unternehmen Mississippi River Fuel Corporation Aktien der Bahngesellschaft zu erwerben. Ab 1962 besaß sie die Stimmenmehrheit in der Aktionärsversammlung. 1976 benannte sich diese Gesellschaft in Missouri Pacific Corporation um.
In den 1980er Jahren besaß die Missouri Pacific 18458 Streckenkilometer in elf Bundesstaaten, über 1500 größtenteils moderne Diesellokomotiven und war ein Vorreiter im computerbasierten Bahnbetrieb. Sie war eines der wichtigsten Eisenbahnunternehmen für den Transport von Getreide, Kohle, Erz und Autos. 1982 unterhielt die Missouri Pacific mehr und modernere Lokomotiven und mehr Streckenkilometer als ihr Fusionspartner, die Union Pacific Railroad.
Am 22. Dezember 1982 fusionierte die Missouri Pacific mit der Union Pacific und der Western Pacific Railroad zum Union Pacific System. Die Gesellschaft war nun der Union Pacific Corporation unterstellt, behielt ihre unternehmerische Selbstständigkeit bis zum 1. Januar 1997.

## Personenzüge
Ab 1915 begann man, einzelnen „Vorzeigezügen“ Namen zu geben. So entstanden etwa der Scenic Limited zwischen St. Louis, Kansas City und Pueblo oder der Sunshine Special, der zwischen St. Louis, Little Rock, Austin und San Antonio verkehrte. Der Sunshine Special war in den 30er-Jahren einer der ersten klimatisierten Züge im Südwesten der USA.
Zu Zeiten der Stromlinienform waren alle Missouri Pacific-Züge als Eagles bekannt. So gab es etwa den Missouri River Eagle (zwischen St. Louis, Kansas City und Omaha), den Delta Eagle (zwischen Memphis und Tallulah), den Colorado Eagle (zwischen St Louis, Pueblo und Denver), den Texas Eagle (von St. Louis nach Texas) und den Valley Eagle (von Houston nach Corpus Christi und Brownsville). In den 60er-Jahren nahm das Personenverkehrsaufkommen stark ab, sodass Amtrak nach seiner Gründung 1971 nur die Strecke des Missouri River Eagle in sein Streckennetz übernahm. 1974 wurde allerdings auch die Strecke des Texas Eagle in das Amtrak-Netz aufgenommen.

## BauartbezeichnungPacific
Die international geläufige Bezeichnung Pacific für die Schnellzug-Dampflokomotiven der Achsfolge 2’C1’ geht darauf zurück, dass die Missouri Pacific Railroad Anfang des 20. Jahrhunderts als erste Bahngesellschaft eine größere Serie dieser Bauart in Dienst gestellt hat.